# 納税拒否

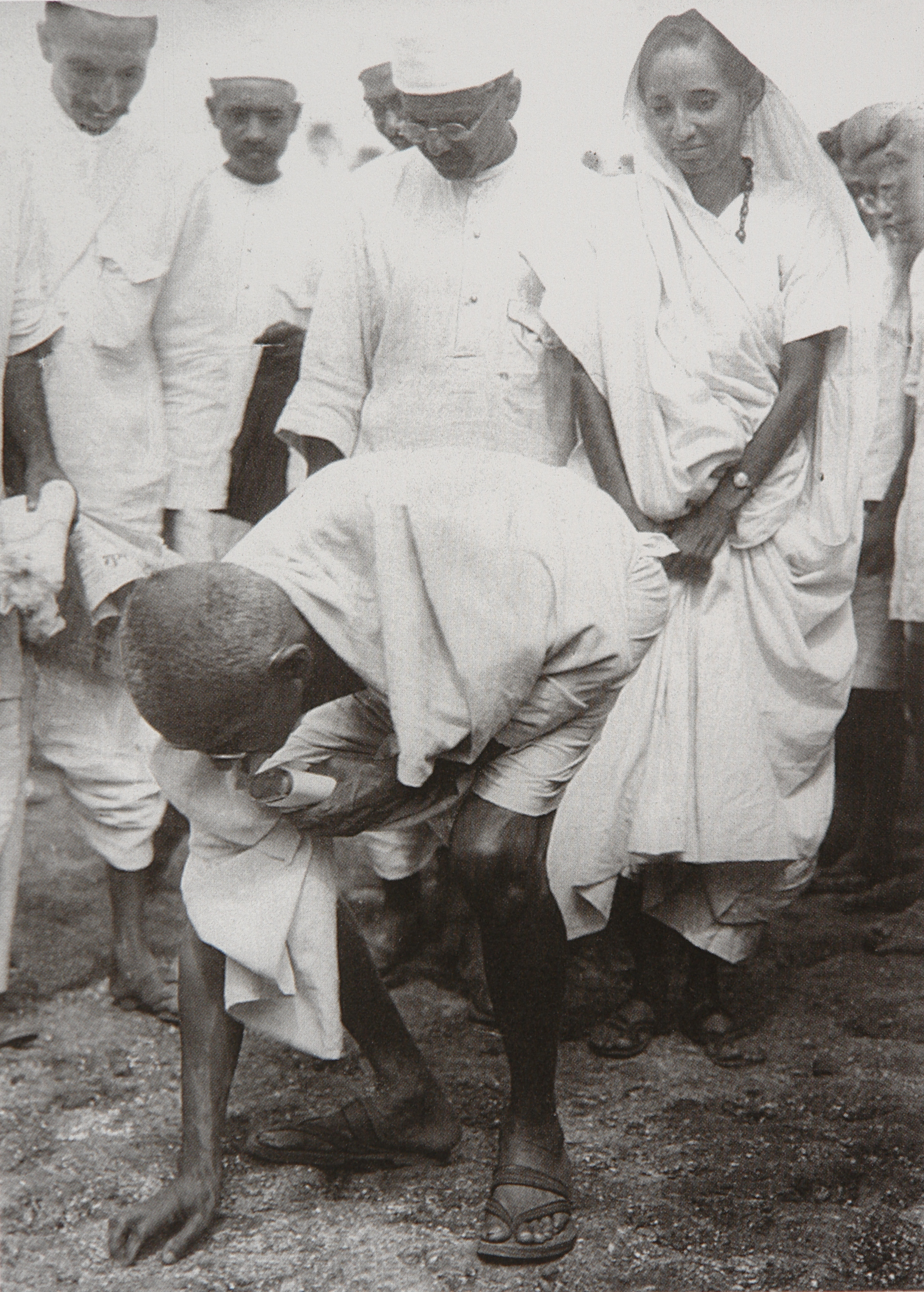
塩を作り、イギリスによる塩の専売制度に背くガンディー。

納税拒否（のうぜいきょひ）、あるいは良心的納税拒否（りょうしんてきのうぜいきょひ）とは税金を課している政府や、政府の政策に抵抗するために、または課税自体に抵抗するために税金を払うことを拒否する行為である。納税拒否は一種の直接行動であり、税法に違反している場合は市民的不服従の一つの形でもある。
納税拒否の例にはマハトマ・ガンディーが率いた塩の行進のような内政自治の主張や、婦人納税拒否連盟のような女性参政権の推進などが含まれる。戦争税抵抗運動は戦争のために使われる一部または全ての税金を払うことを拒否する行為であり、良心的兵役拒否者や平和主義者、または特定の戦争に対して抗議する人々によって行われる。
納税拒否者は納税の法的な義務が存在するということ、または自身に適用されるということを否定する納税抗議者とは全く異なる。納税拒否者は自身に納税を命ずる一部の法には応じるだろうが、依然として課税に対する抵抗を選択する。

## 歴史

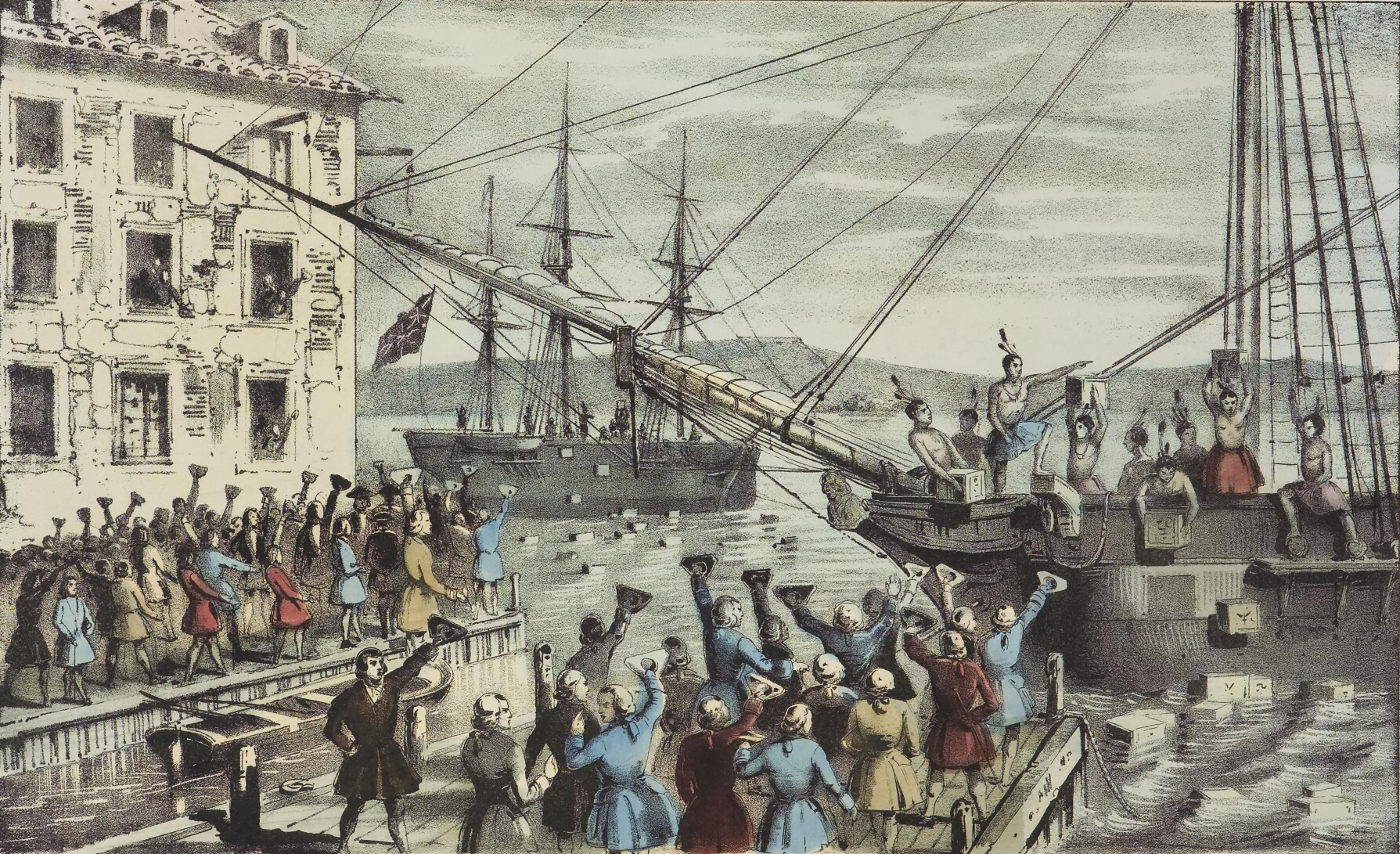
1773年12月16日、ボストン茶会事件。

最初に広く普及した税制の形態は賦役と十分の一税であり、それらの起源はどちらも文明初期に遡る。賦役とは貧しく、他の形では税を支払うことができない小作農に強制労働を課したものである（古代エジプトにおいて労働を示す語は税と同義語である）。低税率はローマの貴族が中央政府の収入に等しい、またはそれ以上の量の財産を増やすことを促進した。皇帝は時々「超富裕層」から財産を没収することで自身の宝庫に財産を補充したが、のちの時代には富裕層による徴税に対する抵抗が帝国の崩壊の一つの要因となった。税制は圧制的だという一部の信念もあり、政府は税制への不服従と反抗に常に苦しめられてきた。確かに、エジプトやローマ、スペイン、アステカを含むいくつかの帝国の崩壊において納税拒否は重要な役割を果たしたと言われている。
集団での納税拒否の報告には、西暦1世紀に起きた熱心党によるローマの人頭税に対する反抗も含まれ、その反抗は結果的にユダヤ戦争へと発展した。その他の税制への反乱から生じた歴史的な出来事にはマグナ・カルタやアメリカ独立戦争（ボストン茶会事件のきっかけは茶の課税をめぐる議論であった）、フランス革命が含まれる。戦争税に抵抗する人々は所得税と戦争の関係性を度々強調している。
江戸時代の日本では1734年に松代藩四代藩主の真田信弘が茶や酒に年貢を課したところ、農民が茶や酒を飲まないとして藩へ出した「当村小百姓万事願書之事」が残されている。

## 主張

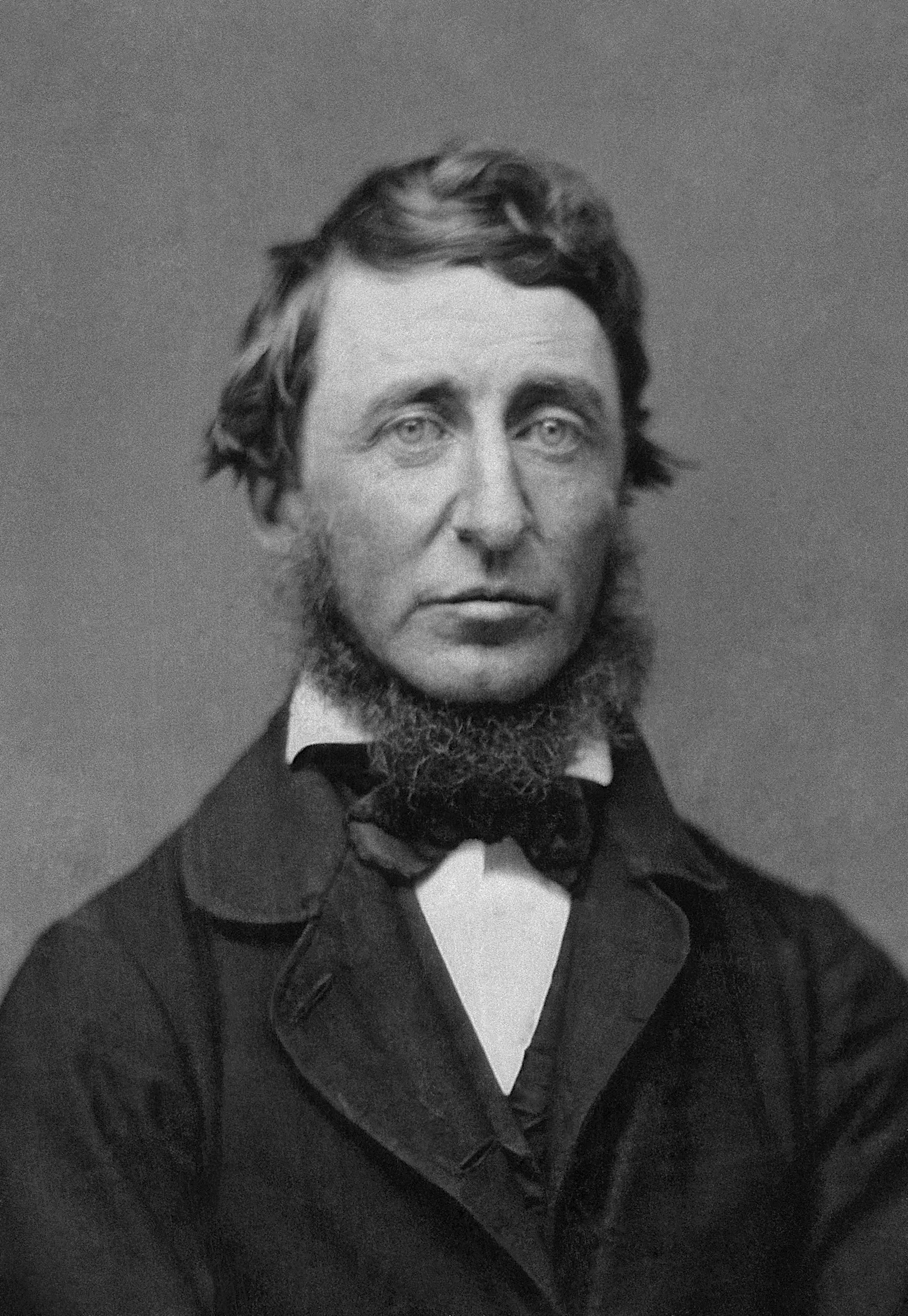
『市民の反抗』の著者、ヘンリー・デイヴィット・ソロー。

納税拒否者は様々な思想傾向や意図を持つ広い背景から生じている。例えば、ヘンリー・デイヴィット・ソローやウィリアム・ロイド・ガリソンはアメリカ独立戦争やクエーカー教徒の不屈の平和主義から着想を得た。納税拒否者の中には戦争への資金提供は良心が咎めるという理由で納税を拒否する者もいれば、政府を転覆させるための運動の一部として拒否する者もいる。
納税拒否者にはジョン・アダムズのような暴力的な革命家やジョン・ウールマンのような平和主義の無抵抗主義者、またはカール・マルクスのような共産主義者とこれに対置されるヴィヴィアン・ケレムズのような資本主義者、そしてアモン・ヘナシーのような一匹狼の反戦活動家とそれに対置されるマハトマ・ガンディーのような独立運動の指導者などが挙げられる。キリスト教アナキストのレフ・トルストイは政府の指導者に戦争と市民への課税に対する態度を改めるよう強く主張した。

## 方法
数多くの納税拒否の方法の例として、下記は戦争税拒否者によって用いられた一部の合法的、または違法な手法である。

### 合法的な方法

#### 節税
納税拒否者が合法的に節税の技術を用い、納税額を減らす。

#### 渋々支払う
一部の納税者は税金は払うが、納税申告用紙に抗議文を同封する。  

#### 課税所得や消費課税を減らす

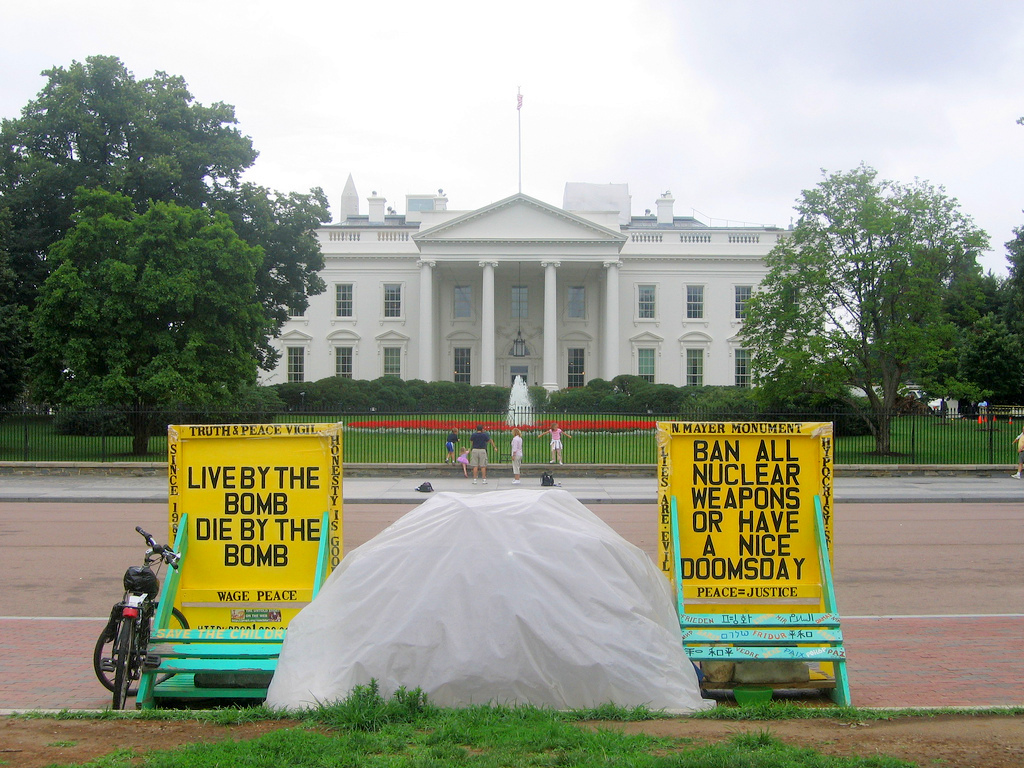
1981年にトーマスによって始められ、納税拒否者であるエレン・トーマスに支持されたホワイトハウス・ピース・ビジル。

その他の納税拒否者は、支払うべき税を削減するために自身の生活様式を変える。例えば、アルコールにかかる消費税を避けるためにビールを自家醸造したり、ガソリンの物品税を逃れるために自転車に乗ったり、所得税を逃れるために質素な生活やフリーガンの生活様式を取り入れることで収入を課税最低限未満に減らす。例としてイギリス市民は自身の収入が所得税控除額未満の場合、所得税を支払う必要がない。アメリカ合衆国ではこれに相当する非課税相当年収は標準控除額と個人の課税控除額の合計であるが、これにもかかわらず、多くの控除と税額控除のせいで人々がこれをはるかに超えた金額を得て、なおかつ所得税を逃れられるようになる。
戦争に対する抗議のため、アモン・ヘナシーやエレン・トーマスなどの人々は、質素な生活を送ることによって収入を課税最低限未満に減らす一種の納税拒否を行うようになった。 
これらの人々は、政府が戦争のように不道徳か倫理に反する、または破壊的な活動をしていると信じ、税金を払うことは必然的にこれらの活動に資金を提供するということになると考えている。

### 違法な方法

#### 脱税
納税拒否者は、違法である脱税によって納税額を減らすことがある。例えば、所得税を逃れる一つの方法には、給与が手渡しされる職場だけで働くことで源泉徴収を回避するというものがある。

#### 支払い先の変更
一部の納税拒否者は納税額の全部、もしくは一部を拒むかわりに、それと同量の金額を慈善事業に寄付する。例として、ジュリア・バタフライ・ヒルはおよそ150,000ドルの連邦税の納税を拒否し、その金額を放課後の講習や芸術や文化のプログラム、コミュニティガーデン、ネイティブアメリカンのためのプログラム、代替的（非拘禁的）制裁のためのプログラム、環境保護プログラムなどに寄付した。 
National Campaign for a Peace Tax Fund (アメリカ)や、 Peace Tax Seven (イギリス)、 Netzwerk Friedenssteuer (ドイツ)、 Conscience and Peace Tax International などの団体は、良心的兵役拒否者が自身の税金を非軍事予算項目だけに使用されることを指定できる、軍事課税の良心的拒否の合法化を働きかけている。 

#### 特定の税金の拒否
一部の納税拒否者は、特定の税金に対してだけ快く支払うことを拒む。なぜならばそれらの税が自身にとって著しく有害であるか、効果的で象徴的な標的であるか、拒み易いからである。
例えば、アメリカ合衆国では多くの納税拒否者が連邦電話物品税に抵抗する。連邦電話物品税は米西戦争に対する支払いのために開始され、戦時中には政府によってたびたび値上げや延長がされていた。このことが連邦電話物品税を「戦争税」として一際目立つ象徴的な対象にしている。そのような拒否は比較的危害を及ぼさないものである。なぜならば、この税金はわずかなものであり、抵抗が政府からの重大な報復の引き金になることは滅多にないからである。電話会社は抵抗者の電話料金から物品税を除去したり、抵抗を政府に報告したりすることでそのような抵抗者に協力するだろう。

#### 支払いの拒否
最も劇的で特徴的な納税拒否の手段は、密かに税金の請求を無視する方法、または公然と支払いの拒否を宣言する方法である。